# ديلان سبرايبيرري
ديلان سبرايبيرري (بالإنجليزية: Dylan Sprayberry)‏ هو ممثل أمريكي، ولد في 7 يوليو 1998 بهيوستن في الولايات المتحدة. بدأ مشواره المهني سنة 2007.

## أعمال

### أفلام
- (2013) الرجل الفولاذي[5][6]

## وصلات خارجية
- ديلان سبرايبيرري على موقع IMDb (الإنجليزية)
- ديلان سبرايبيرري على موقع ميتاكريتيك (الإنجليزية)
- ديلان سبرايبيرري على موقع روتن توميتوز (الإنجليزية)
- ديلان سبرايبيرري على موقع قاعدة بيانات الأفلام العربية
- ديلان سبرايبيرري على موقع ألو سيني (الفرنسية)
- ديلان سبرايبيرري على موقع تيرنر كلاسيك موفيز (الإنجليزية)
- ديلان سبرايبيرري على موقع أول موفي (الإنجليزية)
- ديلان سبرايبيرري على موقع بوكس أوفيس موجو (الإنجليزية)
- ديلان سبرايبيرري على موقع قاعدة بيانات الفيلم (الإنجليزية)
- ديلان سبرايبيرري على موقع ليتربوكسد (الإنجليزية)